# Zawalijki
Zawalijki (ukr. Завалійки) – wieś na Ukrainie w rejonie wołoczyskim obwodu chmielnickiego.
W Zawalijkach, u pana Ludwika Bratkowskiego, szwagra swojej żony – Zofii z domu Woronicz, bratanicy prymasa Jana Pawła Woronicza, bywał Józef Ignacy Kraszewski.